# Philinoglossa helgolandica
Philinoglossa helgolandica is een slakkensoort uit de familie van de Philinoglossidae. De wetenschappelijke naam van de soort is voor het eerst geldig gepubliceerd in 1932 door Hertling.